# Паспортна система в СРСР
Паспортна система (Паспортизація населення в СРСР) — заходи щодо документування, тобто обліку та легітимації з боку держави громадян.
Термін «паспорт» походить від італ. passaporto — «письмовий дозвіл на проїзд через порт» (passo + porto). Російськомовна форма документа для перетину кордону «пашпорт» вживалася з 1633. Паспорти в Російській імперії виконували свою звичайну функцію: засвідчували, що держава випускає свого підданого за кордон і надає йому правовий захист. Згодом паспортна книжка почала використовуватися для встановлення контролю за сплатою подушного податку й виконанням рекрутської повинності. Оскільки водночас вона була посвідченням особи, то почала виконувати й невластиві для інших країн функції внутрішнього паспорта: встановлення контролю за переміщенням населення, виявлення підозрілих елементів.
У 1803 з'явилися перші друковані паспорти з гербовими печатками для купців, міщан та деяких інших категорій населення. Після скасування кріпосництва в паспортній системі здійснювалися реформи, спрямовані на зміцнення інституту прописки й контролю за пересуванням населення.
У 1894 було прийнято положення про види на проживання.
У 1903 прийнято статут про паспорти, в яких регламентувалися норми паспортного режиму. Встановлювалися режимні місцевості, до яких, зокрема, були зараховані 25-верстні райони навколо деяких міст України та 50-верстна смуга у прикордонних повітах Волинської й Подільської губерній. Особи, які становили небезпеку для державного та громадського спокою, із таких районів виселялися.

## Після встановлення радянської влади
Після встановлення радянської влади система внутрішніх паспортів була скасована. Однак у червні 1919 були запроваджені обов'язкові для працюючих трудові книжки, які фактично виконували функції паспорта, оскільки були засобом прикріплення робітників до робочого місця й давали право на отримання продовольчих карток. Окрім прізвища, імені та по батькові, дати народження, у цих документах записувалися назва й адреса профспілки, до якої належав власник.
У 1923 на зміну трудовим книжкам в СРСР запровадили посвідчення особи із 3-річним терміном дії, отримання яких не було обов'язковим. Вони містили такі відомості: прізвище, ім'я, по батькові власника; рік, місяць і число народження; місце постійного проживання; рід занять (основна професія); відношення до відбування військової повинності; родинний стан, перелік неповнолітніх дітей на утриманні.
У квітні 1925 була запроваджена обов'язкова прописка, головний принцип якої полягав у прив'язці громадян до їхнього постійного місця проживання. Реєстрація за місцем проживання мала здійснюватися протягом 48-ми годин із моменту прибуття, про що в домовій книзі робився відповідний запис за пред'явленням будь-якого документа: розрахункова книжка з місця роботи, профспілковий квиток, актовий запис про народження чи одруження тощо.

## Встановлення єдиної паспортної системи
27 грудня 1932 постановою ЦВК та РНК СРСР «Про встановлення єдиної паспортної системи по Союзу РСР і обов'язкової прописки паспортів» вводилася обов'язкова паспортизація населення.
Слідом за союзною постановою аналогічний документ 31 грудня 1932 був ухвалений в УСРР.
З цього часу паспорт став єдиним документом, що засвідчував особу власника. Паспортні книжки темно-зеленого кольору виготовлялися за єдиним зразком. Текст у них для громадян союзних і автономних республік друкувався двома мовами: російською та мовою, загальновживаною в даній республіці. У паспортах зразка 1932 р. вказувалися: ім'я, по батькові, прізвище, час і місце народження, національність, соціальний стан, постійне місце проживання, місце роботи, проходження обов'язкової військової служби і документи, на підставі яких видавався паспорт.
Головною особливістю цієї паспортної системи було те, що паспорти запроваджувалися лише для тих мешканців міст, робітничих селищ, радгоспів та новобудов, які досягли 16-річного віку.
Більшість селян до 1974 не отримували цей документ, завдяки чому опинялися у становищі прикріплених до місця проживання. Самочинний виїзд карався штрафом у розмірі до 100 рублів, повторне порушення встановлених правил тягло за собою кримінальну відповідальність (ст. 81-1 Карного кодексу УСРР) з позбавленням волі на строк до 3-х років.
Паспортизація населення в СРСР відбувалася в декілька етапів.
Спочатку документи видавалися населенню міст: Харків, Київ, Одеса, Сталіно (нині Донецьк), Дніпропетровськ (нині Дніпро) - та прилеглих місцевостей.
Згодом документи почали видавати іншим громадянам «паспортизованих» територій. Запроваджувалася й обов'язкова прописка паспортів «не пізніше 24-х годин після прибуття на нове місце проживання». Так само оперативно належало й виписуватися всім тим, хто вибував за межі населеного пункту назавжди або на термін, що перевищував 2 місяці.
Власники паспортів мали право вільно пересуватися, але в той же час істотно спрощувалася система всесоюзного розшуку через мережу паспортних столів — спеціальних довідкових центрів, створених у населених пунктах.
Від серпня 1936 в паспорті стали робити відмітки щодо судимості власника та інші обмежувальні записи. «Неблагонадійних» громадян виділяли з-поміж інших завдяки системі шифрів паспорта, який мав дволітерну серію та числовий номер. Букви серії становили особливий шифр, добре відомий працівникам паспортних столів і відділів кадрів підприємств. Він давав можливість дізнатися не лише про те, що власник документа перебував у таборі, а й причину його ув'язнення (політична, господарська, кримінальна статті).
У 1938 був затверджений новий зразок паспорта громадянина СРСР. Колір паспорта, його розмір і папір залишалися незмінними, так само як і обмежувальні записи. Поряд із тим, на обкладинці витискувався герб СРСР, на першій сторінці відводилося місце для фотокартки, запроваджувалися окремі серії для кожної республіки, краю та області. Возз'єднання західноукраїнських земель у складі УРСР стало приводом для чергових заходів щодо паспортизації населення та відповідної чистки нових територій від «соціально небезпечного елементу».
10 вересня 1940 було прийняте нове Положення про паспорти, яке на довгі роки стало основоположним у паспортизація населення. У цьому документі проголошувалося, зокрема, запровадження паспортної системи на території Бессарабії та Буковини Північної.
Упродовж 1940—1950-х радянська влада видала безліч постанов та директив, які вдосконалювали інститут прописки і чимдалі більше обмежували право громадян на свободу пересування, вільний вибір місця роботи та проживання.
Положення про паспорти, затверджене 21 жовтня 1953, мало чим відрізнялося від попереднього. Був дещо розширений перелік місцевостей, в яких громадяни отримували паспорти, на третину скорочувалася кількість режимних територій. Сільські мешканці, як і раніше, були позбавлені паспортів і не могли залишити місце проживання більше ніж на 30 діб, та й то за умови отримання відповідної довідки в сільраді.
В такому вигляді паспортна система проіснувала до 1974.
Відповідно до Положення про паспортну систему в СРСР, що була прийнята в 1974, паспорти стали видавати всім громадянам СРСР, у тому числі мешканцям сіл. Дія нового паспорта не обмежувалася жодним терміном. У документі скоротилася кількість граф, що містили відомості про особу громадянина за рахунок виключення даних про соціальний стан, прийом на роботу і звільнення. Паспортизація населення за цим положенням розпочалася із січня 1976 і завершилася в грудні 1981.

## Паспортизація населення в Україні
Після ухвалення Конституції України в 1996 було анонсовано заміну прописки реєстрацією. Від спадку радянських часів у вигляді інституту прописки Україна відмовилася лише після того, як 14 листопада 2001 Конституційний Суд України ухвалив відповідне рішення. 11 грудня 2003 ВР України прийняла Закон України «Про свободу пересування та вільний вибір місця проживання в Україні».